# شركة ويستفيلد
شركة ويستفيلد (بالإنجليزية: Westfield Corporation)‏ هي شركة عقارية تجارية أسترالية ومشغلة لمراكز التسوق. تم تأسيسها مع فرع من مجموعة Westfield Group في عام 2014، حيث شكلت الأصول في أستراليا ونيوزيلندا مجموعة Scentre وشكلت الأصول في المملكة المتحدة والولايات المتحدة شركة Westfield Corporation. تم إدراجه في البورصة الأسترالية برمز المؤشر "WFD".